# Cyrille Chahboune
 (février 2024).
La mise en forme du texte ne suit pas les recommandations de Wikipédia : il faut le « wikifier ».
Les points d'amélioration suivants sont les cas les plus fréquents. Le détail des points à revoir est peut-être précisé sur la page de discussion.
- Les titres sont pré-formatés par le logiciel. Ils ne sont ni en capitales, ni en gras.
- Le texte ne doit pas être écrit en capitales (les noms de famille non plus), ni en gras, ni en italique, ni en « petit »…
- Le gras n'est utilisé que pour surligner le titre de l'article dans l'introduction, une seule fois.
- L'italique est rarement utilisé : mots en langue étrangère, titres d'œuvres, noms de bateaux, etc.
- Les citations ne sont pas en italique mais en corps de texte normal. Elles sont entourées par des guillemets français : « et ».
- Les listes à puces sont à éviter, des paragraphes rédigés étant largement préférés. Les tableaux sont à réserver à la présentation de données structurées (résultats, etc.).
- Les appels de note de bas de page (petits chiffres en exposant, introduits par l'outil «  Source ») sont à placer entre la fin de phrase et le point final[comme ça].
- Les liens internes (vers d'autres articles de Wikipédia) sont à choisir avec parcimonie. Créez des liens vers des articles approfondissant le sujet. Les termes génériques sans rapport avec le sujet sont à éviter, ainsi que les répétitions de liens vers un même terme.
- Les liens externes sont à placer uniquement dans une section « Liens externes », à la fin de l'article. Ces liens sont à choisir avec parcimonie suivant les règles définies. Si un lien sert de source à l'article, son insertion dans le texte est à faire par les notes de bas de page.
- La présentation des références doit suivre les conventions bibliographiques. Il est recommandé d'utiliser les modèles {{Ouvrage}}, {{Chapitre}}, {{Article}}, {{Lien web}} et/ou {{Bibliographie}}. Le mode d'édition visuel peut mettre en forme automatiquement les références.
- Insérer une infobox (cadre d'informations à droite) n'est pas obligatoire pour parachever la mise en page.

Pour une aide détaillée, merci de consulter Aide:Wikification.
Si vous pensez que ces points ont été résolus, vous pouvez retirer ce bandeau et améliorer la mise en forme d'un autre article.
Cyrille Chahboune, né le 16 mars 1986 à Bordeaux (Gironde), est un sportif de haut niveau dans plusieurs disciplines et un ancien membre des Forces Spéciales françaises de l'Armée de l'Air et de l'Espace, spécialisé en tant que Commando Parachutiste de l'Air n°10.
Sacré champion de France de soufflerie HANDIFLY en mars 2024, il a remporté la médaille d'or en voile aux Invictus Games de Sydney 2018 et participé aux Jeux Paralympiques de Paris 2024 dans la catégorie volley assis avec l'équipe de France, au sein de la Fédération française de volley.
Il prépare actuellement les Jeux Paralympiques de Los Angeles 2028 dans la catégorie tir sportif, qu'il pratique depuis 2020 au sein de la Fédération française de tir.
Cyrille Chahboune est également une figure publique, régulièrement invité dans des émissions de télévision, de radio et des podcasts pour partager son expérience en tant qu'ancien militaire et son parcours de reconstruction par le sport, à la suite d'une double amputation fémorale.
Il s'engage désormais activement pour sensibiliser au handicap.

## Biographie

### Carrière militaire
Cyrille Chahboune, alias "Cooper" commence son service militaire au sein du CPA30 à Bordeaux-Mérignac en 2005 en tant que commando parachutiste. Après une formation militaire à Saintes puis professionnelle à Dijon, il prend le poste d'équipier en cellule rapace et en groupe action RESAL puis au CPA10, dans les forces spéciales de l'armée de l'air et de l'espace en "Groupe action 12 Charlie" ou la 12 Charlie en tant que chuteur opérationnel à très grande hauteur - jusqu'à 10 000 mètres - sous oxygène, NEDEX (Neutralisation, Enlèvement, Destruction des Explosifs).
Cyrille Chahboune accumule une vaste expérience au travers de diverses missions et opérations mettant en action son savoir-faire en tant que tireur d'élite longue distance et transmetteur graphiste morse.
Brûlé au deuxième degré par l'explosion lors de l'opération Chammal, Cyrille Chahboune est rapatrié au bout de 48h avec un pronostic vital engagé. Plongé dans un coma artificiel pendant 10 jours, il subit une cinquantaine d'opérations. Malgré la prise d'antibiotiques, l'infection se propage au niveau de la jambe droite, nécessitant l'amputation progressive de celle-ci. Ce n'est qu'au bout d'un mois qu'il prend conscience qu'il a subi une double amputation fémorale.
Cyrille Chahboune entame un processus de rééducation et de reconstruction par le sport à l'Hôpital d'Instruction des Armées Percy où il séjourne plus d'un an. Chaque vendredi après-midi, les kinésithérapeutes sortent un filet pour que blessés et soignants jouent ensemble au volley assis.

### Carrière professionnelle
Après l'armée, à la suite de son opération, Cyrille Chahboune travaille pendant six mois au sein d'une entreprise privée comme instructeur et pilote de drone. Il intervient régulièrement dans les établissements scolaires à titre gracieux et les entreprises en étant rémunéré, pour partager son expérience et faire de la sensibilisation au handicap.

### Carrière sportive

#### Reconstruction et réhabilitation
Déjà sportif en raison de sa fonction militaire, son activité physique intense s'inscrit dans un processus de reconstruction à la fois physique et mentale. 

« Je touche un peu à tout donc j'ai pu refaire du golf, de l'escalade, de la voile, de la plongée, du parachutisme. D'ailleurs, je sors de la Coupe du Monde de soufflerie où je viens d'être sacré vice-champion du monde. »

Alors âgé de 32 ans, il est inscrit dans plusieurs catégories telles que le développé couché, la voile, la natation, l'athlétisme, le volley-ball assis et le rugby-fauteuil. Il remporte la  Médaille d'or en voile. Au sein de cette équipe, il découvre le volley-ball assis dont il ignore qu'il s'agit d'une discipline paralympique.
La même année, Cyrille Chahboune participe au Championnat et à la Coupe de France de ski alpin.
Il pratique également le tir sportif handisport ou "para tir sportif" au sein de l’équipe de France (FFTir) depuis 2020.

#### Volley-ball assis
Dès 2018, il participe au tournoi "SubZone New Nations Test Event" à Tourcoing.
En 2019, il intègre l'équipe de France de volley-ball assis au sein de laquelle il occupe le poste de libero, puis se qualifie au Championnat d’Europe à Poreč en Croatie du 21 au 24 février.
L'année 2021 est marquée par deux participations à des compétitions internationales ; la Bronze Nations League au Palais des Sports de Gerland à Lyon du 17 au 19 septembre et le Championnat d’Europe à Kemer en Turquie du 17 au 23 octobre.
En 2022, au sein de son club du VBCH Volley-Ball Club Le Haillan, il obtient une 2e place au Tournoi national de Pâques à Villeneuve-D'Ascq du 16 au 17 avril et une 4e place lors de la première édition du Championnat de France du 6x6 Volley Assis du 15 au 16 octobre. 
L'année 2023 se distingue par une  Médaille de bronze à la Bronze Nations League "BNL" avec l’Équipe de France et par une 10e place lors de la Coupe du Monde au Caire. Au niveau national, son club arrive à la troisième place du podium au Championnat de France du 6x6 Volley Assis.
Cyrille Chahboune est officiellement sélectionné, pour participer aux Jeux paralympiques de Paris 2024 du 28 août au 8 septembre. L'équipe de France achève le tournoi le 4 septembre et termine ses premiers Jeux Paralympiques à la 8e place, s'inclinant face à l'Ukraine, 6e au classement mondial.

#### Para-tir sportif
En 2020, Cyrille Chahboune participe aux sélections nationales de para-tir 10 mètres à Châteauroux - Déols, Indre du 12 au 15 décembre.
En 2024, Cyrille Chahboune annonce officiellement sa préparation aux championnats d’Europe, à la Coupe du monde et aux Jeux Paralympiques de Los Angeles 2028 dans la catégorie para-tir sportif.

#### Soufflerie
Licencié au Club OJB Parachutisme, à Mimizan (40), c'est en 2022 que Cyrille redécouvre la sensation du parachutisme en pratiquant notamment la soufflerie en région bordelaise, un sport qui reproduit la chute libre indoor grâce à de gros ventilateurs. Il est un des pionniers de la discipline sportive HandiFly, initiée la même année par la Fédération Française de Parachutisme. Celle-ci ouvre l’accès à l’autonomie de vol en soufflerie aux personnes à mobilité réduite. Sélectionné par l’Union européenne pour devenir un modèle d’inclusion par le sport, c'est dans cette démarche que s'inscrit le projet #WindtunnelHandifly.
En 2023, Cyrille Chahboune retrouve le podium mondial en obtenant la  Médaille de bronze, lors de la coupe du monde d'HandiflyRace dans les locaux d'Hurricane Factory, à Prague en République tchèque, le 14 janvier. Suivi deux mois plus tard d'une  Médaille d'argent aux championnats de France Handifly à Aérokart, Argenteuil (95), les 18 et 19 mars.
Cyrille Chahboune remet en jeu son titre de vice-champion national lors des championnats de France Handifly à Bordeaux (33) du 14 au 16 mars 2024 et devient champion de France dans cette catégorie le jour de ses 38 ans.

#### Parachutisme
Cyrille Chahboune valide son brevet de parachutisme Bi4 en sautant au-dessus du bassin d’Arcachon avec Arcachon Parachutisme, École de parachutisme située à La Teste-de-Buch (33). Ce brevet permet de pratiquer des sauts de groupe dans d’autres équilibres qu’à plat, tête en haut ou chute assis, ainsi que des sauts de dérive. Cyrille est le premier double amputé fémoral à réaliser cette performance en France.

## Jeux olympiques et paralympiques

### Paris 2024
Lors de la cérémonie d'ouverture des Jeux paralympiques qui a lieu place de la Concorde le 28 août, Cyrille Chahboune fait partie des para-athlètes présents dans la « Phryge-mobile » dirigée par Théo Curin. Il participe également au défilé de la délégation française.
Lors des jeux paralympiques, Cyrille Chahboune, classé VS1, occupe le poste de Libero dans l'équipe de France de volley-ball assis. 

## Palmarès handisport

### Championnats du monde
- Invictus Games de 2018 à Sydney  Australie
  -  Médaille d'or à la voile Hansa Dinghy individuel

- HandiflyRACE de 2022 à Aix-Marseille  France
  -  Médaille d'argent en catégorie expert
- HandiflyRACE de 2023 à Prague  Tchéquie
  -  Médaille de bronze en catégorie expert

### Championnats d'Europe
- Bronze Nations League (BNL) de 2023 à Caen  France
  -  Médaille de bronze en équipe de France

### Championnats de France
- Tournoi national de Pâques de 2022 à Villeneuve-d'Ascq
  -  Médaille d'argent en équipe du Volley-Ball Club Le Haillan (VBCH)
- Championnat de France de 2023 à Argenteuil
  -  Médaille d'argent en Handifly
- Championnat de France de 2024 à Bordeaux
  -  Médaille d'or en Handifly

## Vie privée

### Vie familiale
Après son départ de l'Algérie, son grand-père paternel, un Berbère, est arrivé en France en solitaire à l'âge de 14 ans.

### Scolarité
Cyrille Chahboune est renvoyé de sa classe de sixième et redouble par deux fois. Il obtient malgré tout une mention à son brevet des collèges et un BEP électrotechnique.

## Distinctions

### Décorations et citations
- Médaille d'Outre-Mer, avec agrafe en vermeil  "Tchad" (27 septembre 2007).
- Croix de la Valeur militaire avec étoile de bronze (23 juin 2011), citation à l'ordre de l'escadre aérienne[38].
- Médaille de la Défense nationale, échelon or avec étoile de bronze (25 juillet 2012), citation à l'ordre de la brigade aérienne[39].
- Médaille commémorative française avec agrafe  "Libye" (5 avril 2012).
- Médaille de la Défense nationale, échelon or avec étoile de bronze (19 août 2016), citation à l'ordre de la brigade aérienne[40].
- Croix de la Valeur militaire avec palme de bronze (26 octobre 2016), citation à l'ordre de l'armée aérienne[41].
- Croix de la Valeur militaire (14 décembre 2016), citation à l’ordre de l’escadre aérienne[42].
- Médaille militaire (19 avril 2019)[43].
- Témoignage de satisfaction en date du 22 octobre 2020[44].
- Chevalier de la Légion d'honneur (7 juillet 2021)[45].

### Prix et récompenses
Une rue de Pauillac, commune du Sud-Ouest de la France, située dans le département de la Gironde, en région Nouvelle-Aquitaine porte son nom depuis le 19 juillet 2019: "rue du caporal-chef Cyrille Chahboune 33250 Pauillac".
Le 18 octobre 2024, le maire de Saint-Aubin-de-Médoc, Christophe Duprat, lui remet la médaille de la ville.

## Publications
En 2024, Cyrille Chahboune publie un témoignage dans un ouvrage collectif intitulé Ceux Qui Ont Servi :
- Guillaume Malkani[49] en collaboration avec Louis Saillans, Vétérans de France, VA Editions, 2024, 224 p.  (ISBN 978-2-36093-327-3)

## Documentaires et Reportages
En 2023, un documentaire intitulé La Chance d’Un Second Souffle explore la reconstruction par le sport des blessés des armées. Réalisé par Laurent Etchamendy, ancien militaire en unité parachutiste devenu réalisateur, ce documentaire dont l'écriture prendra deux ans, suit le parcours de Cyrille Chahboune ainsi que de deux autres anciens combattants. L'avant-première a lieu le 3 octobre à l'École militaire de Paris.